# Ibardin
El coll d'Ibardin és un coll de muntanya dels Pirineus, a la frontera entre França i Espanya, que uneix Navarra i Lapurdi. És el primer port de carretera fronterer que es troba venint des del Cantàbric. És accessible per la D-404 francesa i per la C -131 espanyola, i a peu pel GR 10, entre la vall del Nivelle (Urruña) i la vall del Bidasoa (Bera).
Abans d'arribar a la frontera, en territori espanyol, hi ha la zona anomenada Ventas, en què hi ha una vintena de comerços on es ven principalment alcohol i tabac. Aquests comerços estan pensats pels ciutadans francesos perquè puguin comprar productes més barats.
El port ha estat meta tradicional de la Volta al País Basc, amb 14 arribades consecutives entre 1981 i 1994. Després d'una llarga aturada, el 2012 es recuperà la pujada.